# S5-HVS1
S5-HVS1 är en ensam stjärna belägen i södra delen av stjärnbilden Tranan. Den har en skenbar magnitud av ca 16,1 och kräver ett kraftfullt teleskop för att kunna observeras. Baserat på uppmätt parallax på ca 0,035 mas beräknas den befinna sig på ett avstånd av ca 29 000 ljusår (ca 8 630 parsec) från solen.

## Observation
Upptäckten av S5-HVS1 har tillskrivits Sergey Koposov, biträdande professor i fysik vid Carnegie Mellon University, som en del av Southern Stellar Stream Spectroscopic Survey (S5). Beteckningen HVS1 hänvisar till hypervelocity stars (HVS). Enligt astronomer kastades S5-HVS1 ut från Vintergatan efter att ha interagerat med Sagittarius A*, det supermassiva svarta hålet i galaxens mitt. Det är möjligt att det ursprungligen var en del av en dubbelstjärna som stördes av det supermassiva svarta hålet, vilket fick den att kastas ut. Om så är fallet, att den slungades ut ur galaxen av det centrala svarta hålet, är den då det första exemplet på en stjärna som har genomgått Hills-mekanismen. 

## Egenskaper
S5-HVS1 är en vit till blå stjärna i huvudserien av spektraltyp A. Den har en effektiv temperatur av ca 8 200 K. Den är känd som den snabbaste som upptäcktes i november 2019, och har fastställts att färdas i 1 755 km/s.